# Paolo Andreucci
Paolo Andreucci (Castelnuovo di Garfagnana, 21 aprile 1965) è un pilota di rally italiano, 11 volte Campione Italiano Rally (2001, 2003, 2006, 2009, 2010, 2011, 2012, 2014, 2015, 2017, 2018), 3 volte Campione Italiano Rally Terra (2021, 2022, 2023), 4 volte Campione Italiano Rally S1600 (2002, 2003, 2004, 2005), Campione Italiano Rally 2 Ruote Motrici 2020, vincitore dell'Alpine Rally Trophy 2017 e del TER Tour European Rally 2020.
È cittadino onorario dei comuni siciliani di Scillato, Santa Teresa di Riva e Collesano.

## Biografia
È figlio del politico Piero Leonardo Andreucci. In gioventù praticò lo sci ad alto livello venendo anche convocato per la nazionale azzurra, ma dovette abbandonarlo per il fisico esile e un infortunio al ginocchio. Prima di esordire al volante di una Renault 5 GT Turbo, correva di nascosto con l'auto di sua mamma; questo è stato possibile grazie al fatto che, all'epoca, era permesso correre anche con auto strettamente di serie. Quando suo padre lo vide correre per la prima volta, presso la tenuta del Ciocco a Barga esclamò: "Ma che si mette a fare quel matto del mi figliolo…”.

## Carriera

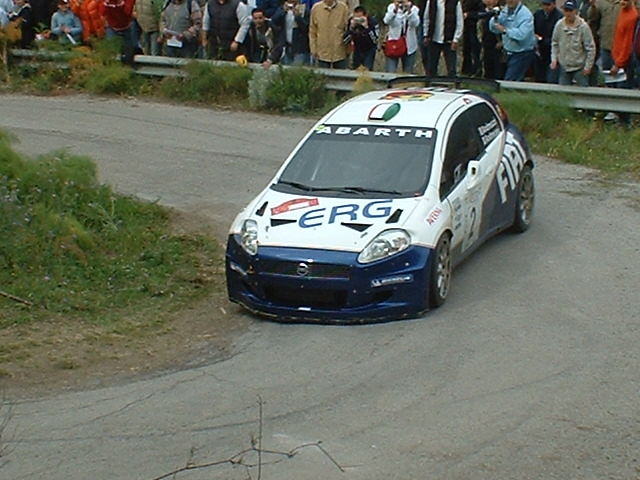
Andreucci e la copilota Anna Andreussi nel 2006, su Fiat Grande Punto S2000, durante il Rally Targa Florio del Centenario.

Passa ai rally nel 1987 esordendo nella gara di casa, il Rally del Ciocco (organizzato dall'omonima tenuta di Barga), con una Renault 5 GT Turbo. Figurava come navigatore ma in realtà era lui a guidare: prima di ritirarsi sotto il diluvio era terzo assoluto. L'anno successivo è secondo nel Trofeo Fiat Uno. Corre alcune stagioni per Lancia, Peugeot e Renault. Proprio con la Renault Andreucci si esalta nel Campionato Italiano prima con la Clio williams e poi con la Megane Maxi portando più volte a casa il titolo nazionale delle 2 ruote motrici. Nel 1999 Andreucci sceglie la Subaru per cercare di conquistare il campionato assoluto: prima con la Impreza WRX e poi con la versione WRC Andreucci lotta soprattutto nel 2000 con Andrea Aghini, Piero Longhi, Gianfranco Cunico.
Nel 2001 passa alla Ford Focus WRC e conquista il suo primo Campionato Italiano Rally, davanti a Renato Travaglia. In questa stagione Andreucci inizia inoltre la lunga collaborazione con la navigatrice friulana Anna Andreussi. Nel 2002 passa alla Fiat con la quale resta 5 anni vincendo altre due volte il Campionato Italiano Rally, rispettivamente nel 2003 con la Punto S1600 e nel 2006 con la Grande Punto S2000. Nella stagione 2006, sempre in coppia con Andreussi, vive una delle sue stagioni migliori, vincendo i rally del Ciocco, delle Alpi Orientali, il 1000 Miglia, il rally di Sanremo, il Targa Florio, il Costa Smeralda e il rally di San Crispino, tutte prove valide per il Campionato italiano Rally che lo incoroneranno appunto campione tricolore della specialità.
Nel 2007 passa alla Mitsubishi Lancer Evo IX di gruppo N del team Ralliart Italia: nonostante l'inferiorità del mezzo rispetto alle S2000 nelle gare su asfalto vince tre prove del Campionato Italiano Rally: il Rally del Ciocco, il Rally Targa Florio e il Rally San Crispino. Alla fine della stagione chiude terzo in campionato dietro a Giandomenico Basso su Abarth Grande Punto S2000 e a Luca Rossetti sulla debuttante Peugeot 207 S2000. La stagione 2008 vede Andreucci continuare con la Mitsubishi Lancer Evo IX: dopo aver vinto il Mille Miglia, il San Crispino e il Costa Smeralda conclude il Campionato al secondo posto, alle spalle di Rossetti (sempre alla guida della Peugeot 207 S2000). Nel 2009 è al volante di una vettura di categoria Super 2000, in questo caso la Peugeot 207 S2000 della Racing Lions contro cui aveva combattuto l'anno prima. L'inizio di stagione è vincente, con il successo al 16º Rally dell'Adriatico, battendo il rivale Luca Rossetti (passato alla Grande Punto S2000). L'annata nel campionato italiano prosegue con le vittorie a San Marino e nel Costa Smeralda che lo porteranno ad essere il Campione Italiano Rally, facendo vincere inoltre il titolo costruttori alla Peugeot.

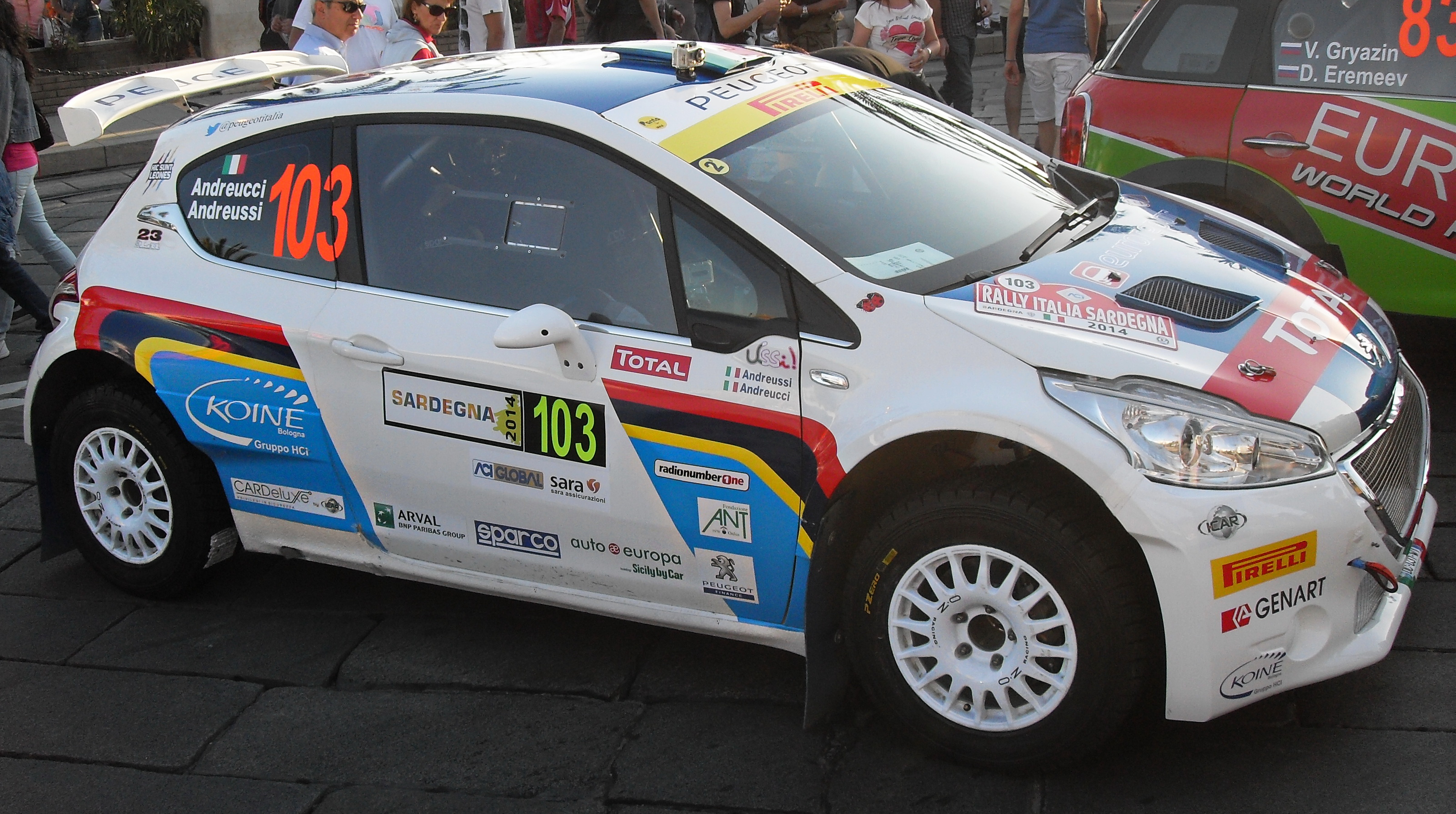
La Peugeot 208 T16 usata dall'equipaggio Andreucci-Andreussi nel 2014 al Rally d'Italia Sardegna

Per il campionato 2010 Andreucci, sempre insieme alla Peugeot e alla gomme Pirelli, parte la campagna di difesa del titolo tricolore vincendo subito il Mille Miglia. Successivamente, al Rally dell'Adriatico, si classifica quinto a causa di vari problemi. Anche al Salento si deve piegare agli avversari, ma nelle tre gare successive, San Marino, Friuli e Sanremo, arriva sempre primo. Al Costa Smeralda si classifica secondo e a Como settimo. A conclusione della stagione, delle 8 gare valide ne vince 4 e si laurea Campione Italiano Rally 2010 battendo un'altra volta il rivale Luca Rossetti sempre sulla Grande Punto S2000. In questo modo, conquistando il quinto titolo assoluto di Campione Italiano Rally, raggiunge il suo amico e “maestro” Dario Cerrato il quale aveva, in passato, già conquistato la quota record di 5 titoli di campione italiano. Nella stagione 2011 Andreucci inizia la terza stagione al volante della Peugeot 207 S2000 gommata Pirelli della Racing Lions, difendendo il titolo nel Campionato Italiano Rally. La stagione vede un dominio del pilota garfagnino (vincitore di 7 degli 8 rally in calendario), fatto che lo porta ad aggiudicarsi per la sesta volta il titolo assoluto del Campionato Italiano Rally con due gare d'anticipo.
Nella stagione 2012 il campione garfagnino si ripete sempre al volante della Peugeot 207 S2000 e ancora Andreussi alle note, imponendosi con quattro primi posti assoluti e diversi altri piazzamenti sul podio. Un campionato più combattuto del precedente con la presenza fissa di Umberto Scandola su Škoda Fabia S2000 e quella alternata di Giandomenico Basso su Ford Fiesta RRC che hanno reso più avvincenti molte gare. Andreucci e Andreussi si aggiudicano il CIR 2012 con una gara di anticipo sulle prove del Sanremo dopo il ritiro di Umberto Scandola a causa di una uscita di strada. Con questo campionato, il settimo della carriera, Andreucci diventa il pilota con più titoli assoluti nel Campionato Italiano Rally, davanti al suo mentore Dario Cerrato, eguagliato nella stagione precedente.
Il Campionato Italiano Rally 2013 si apre con una novità per l'equipaggio Ucci - Ussi, i quali sono iscritti con la piccola nuova nata di casa Peugeot: la Peugeot 208 R2. Andreucci avrà il compito in questa stagione transitoria, in attesa della versione R5, di sviluppare e pubblicizzare questa vettura dimostrando a tutti le potenzialità che essa ha. Nel primo rally stagionale, il rally del Ciocco, il pilota garfagnino si è classificato ottavo assoluto con un gap di 6'57" dal vincitore Giandomenico Basso su Peugeot 207 S2000. Nel 2015 prende parte con Andreussi al Rally d'Italia Sardegna, gara del WRC, con la Peugeot 208 T16, classificandosi 8º assoluto e 2º della categoria WRC2. Nello stesso anno, insieme ad Andreussi, raggiungono i 5 titoli complessivi al Rally di San Marino su Peugeot 208 ( edizioni 2001, 2009, 2010, 2014, 2015).

## Risultati nel mondiale rally

### WRC
| 1989 | Scuderia   | Vettura                |  |  |   |  |  |     |  |  |  |  |  |  |  |  |  |  | Punti | Pos. |
| ---- | ---------- | ---------------------- |  |  | - |  |  | --- |  |  |  |  |  |  |  |  |  |  | ----- | ---- |
| 1989 | Jolly Club | Lancia Delta Integrale |  |  | 8 |  |  | Rit |  |  |  |  |  |  |  |  |  |  | 3     | 58º  |

| 1993 | Scuderia              | Vettura         |  |  |  |  |  |  |  |  |  |  |     |  |  |  |  |  | Punti | Pos. |
| ---- | --------------------- | --------------- |  |  |  |  |  |  |  |  |  |  | --- |  |  |  |  |  | ----- | ---- |
| 1993 | Peugeot Talbot Italia | Peugeot 106 XSi |  |  |  |  |  |  |  |  |  |  | Rit |  |  |  |  |  | 0     |      |

| 1994 | Scuderia               | Vettura               |  |  |  |  |  |  |  |  |    |  |  |  |  |  |  |  | Punti | Pos. |
| ---- | ---------------------- | --------------------- |  |  |  |  |  |  |  |  | -- |  |  |  |  |  |  |  | ----- | ---- |
| 1994 | Italian Promotor Sport | Renault Clio Williams |  |  |  |  |  |  |  |  | 13 |  |  |  |  |  |  |  | 0     |      |

| 1996 | Scuderia | Vettura             |  |  |  |  |  |  |  |    |  |  |  |  |  |  |  |  | Punti | Pos. |
| ---- | -------- | ------------------- |  |  |  |  |  |  |  | -- |  |  |  |  |  |  |  |  | ----- | ---- |
| 1996 |          | Renault Mégane Maxi |  |  |  |  |  |  |  | 12 |  |  |  |  |  |  |  |  | 0     |      |

| 1997 | Scuderia | Vettura             |  |  |  |  |  |  |  |  |  |  |  |     |  |  |  |  | Punti | Pos. |
| ---- | -------- | ------------------- |  |  |  |  |  |  |  |  |  |  |  | --- |  |  |  |  | ----- | ---- |
| 1997 |          | Renault Mégane Maxi |  |  |  |  |  |  |  |  |  |  |  | Rit |  |  |  |  | 0     |      |

| 1998 | Scuderia           | Vettura             |  |  |  |  |  |  |  |  |  |  |     |  |  |  |  |  | Punti | Pos. |
| ---- | ------------------ | ------------------- |  |  |  |  |  |  |  |  |  |  | --- |  |  |  |  |  | ----- | ---- |
| 1998 | Treviso Rally Team | Renault Mégane Maxi |  |  |  |  |  |  |  |  |  |  | Rit |  |  |  |  |  | 0     |      |

| 1999 | Scuderia           | Vettura                   |  |  |  |  |  |  |  |  |  |  |  |     |  |  |  |  | Punti | Pos. |
| ---- | ------------------ | ------------------------- |  |  |  |  |  |  |  |  |  |  |  | --- |  |  |  |  | ----- | ---- |
| 1999 | Treviso Rally Team | Subaru Impreza S5 WRC '98 |  |  |  |  |  |  |  |  |  |  |  | Rit |  |  |  |  | 0     |      |

| 2000 | Scuderia          | Vettura                   |  |  |  |  |  |  |  |  |  |  |  |     |  |  |  |  | Punti | Pos. |
| ---- | ----------------- | ------------------------- |  |  |  |  |  |  |  |  |  |  |  | --- |  |  |  |  | ----- | ---- |
| 2000 | Procar Rally Team | Subaru Impreza S5 WRC '99 |  |  |  |  |  |  |  |  |  |  |  | Rit |  |  |  |  | 0     |      |

| 2001 | Scuderia            | Vettura            |  |  |  |  |  |  |  |  |  |  |     |  |  |  |  |  | Punti | Pos. |
| ---- | ------------------- | ------------------ |  |  |  |  |  |  |  |  |  |  | --- |  |  |  |  |  | ----- | ---- |
| 2001 | Ford Motor Co. Ltd. | Ford Focus WRC '01 |  |  |  |  |  |  |  |  |  |  | Rit |  |  |  |  |  | 0     |      |

| 2004 | Scuderia | Vettura          |  |  |  |  |  |  |  |  |  |  |  |  |    |  |  |  | Punti | Pos. |
| ---- | -------- | ---------------- |  |  |  |  |  |  |  |  |  |  |  |  | -- |  |  |  | ----- | ---- |
| 2004 |          | Fiat Punto S1600 |  |  |  |  |  |  |  |  |  |  |  |  | 10 |  |  |  | 0     |      |

| 2015 | Scuderia     | Vettura         |  |  |  |  |  |   |  |  |  |  |  |  |  |  |  |  | Punti | Pos. |
| ---- | ------------ | --------------- |  |  |  |  |  | - |  |  |  |  |  |  |  |  |  |  | ----- | ---- |
| 2015 | F.P.F. Sport | Peugeot 208 T16 |  |  |  |  |  | 8 |  |  |  |  |  |  |  |  |  |  | 4     | 22º  |

| Legenda | 1º posto | 2º posto | 3º posto | A punti | Senza punti | Ritirato | Squalificato | NP=Non partito C=Gara cancellata | Apice=Power stage |

### WRC-2
| 2015 | Scuderia     | Vettura         |  |  |  |  |  |   |  |  |  |  |  |  |  |  |  |  | Punti | Pos. |
| ---- | ------------ | --------------- |  |  |  |  |  | - |  |  |  |  |  |  |  |  |  |  | ----- | ---- |
| 2015 | F.P.F. Sport | Peugeot 208 T16 |  |  |  |  |  | 2 |  |  |  |  |  |  |  |  |  |  | 18    | 21º  |

| Legenda | 1º posto | 2º posto | 3º posto | A punti | Senza punti | Ritirato | Squalificato | NP=Non partito C=Gara cancellata | Apice=Power stage |